# Concert per a piano núm. 24 (Mozart)
El Concert per a piano núm. 24, en do menor, K. 491, és una composició musical per a piano i orquestra escrita per Wolfgang Amadeus Mozart. L'acabà el 24 de març de 1786 i s'estrenà el 7 d'abril de 1786 al Burgtheater de Viena.
El concert va ser publicat per primera vegada, en parts, el 1800. El manuscrit del concert es troba al Royal College of Music. Johann Nepomuk Hummel, alumne avantatjat de Mozart, va transcriure l'obra per a piano sol i fins i tot va escriure la seva pròpia cadència.
Dels concerts per a piano de Mozart, aquest és el que té la instrumentació més completa (és l'únic escrit tant per oboès com per clarinets). És també l'únic concert tardà de Mozart en què el solista toca després de la cadència en el primer moviment, adornant aquí un desenvolupament orquestral basat en el tema d'inici de l'obra –un tema extremadament cromàtic–, amb arpegis; això ho fa durant tota la peça fins al tranquil final.
L'ús de la tonalitat de do menor també és excepcional en l'obra de Mozart, com l'ús del mode menor en general. Aquí hi ha un llistat de vàries obres, si no totes, escrites en aquesta tonalitat pel geni vienès:
- Serenata núm. 12 per a octet de vent fusta Kv 388 (1782-83), transcrita per a quintet de cordes posteriorment com a Kv 406 (1787)
- Fuga per a dos pianos Kv 426, transcrita per a corda a quatre parts posteriorment, amb un moviment nou a l’inici, com a Adagio i fuga per a cordes en do menor Kv 546
- Missa núm. 17 en do menor Kv 427 (1782-83)
- Sonata per a piano núm. 14 Kv 457
- Fantasia per a piano núm. 4 Kv 475
- Concert per a piano i orquestra núm. 24 Kv 491 (1786)